# Kalkoma pylaon
Kalkoma pylaon är en fjärilsart som beskrevs av Druce 1898. Kalkoma pylaon ingår i släktet Kalkoma och familjen tandspinnare. Inga underarter finns listade i Catalogue of Life.